# トゥイフオック県
トゥイフオック県（トゥイフオックけん、ベトナム語：Huyện Tuy Phước / 縣綏福?）は、ベトナム社会主義共和国ビンディン省の県である。